# يورغن ستراند لارسن
يورغن ستراند لارسن (بالنرويجية البوكمول: Jørgen Strand Larsen)‏ هو لاعب كرة قدم نرويجي في مركز الهجوم، ولد في 6 فبراير 2000 في هالدن في النرويج. لعب مع إيه سي ميلان.

## وصلات خارجية
- يورغن ستراند لارسن على موقع الاتحاد الأوربي (الإنجليزية)
- يورغن ستراند لارسن على موقع اتحاد النرويج (النرويجية)
- يورغن ستراند لارسن على موقع قاعدة بيانات كرة القدم.إي يو (الإنجليزية)
- يورغن ستراند لارسن على موقع ناشيونال فوتبول تيمز (الإنجليزية)
- يورغن ستراند لارسن على موقع Soccerway.com (الإنجليزية)
- يورغن ستراند لارسن على موقع عالم كرة القدم.نت (الإنجليزية)